# كويكبي صغري

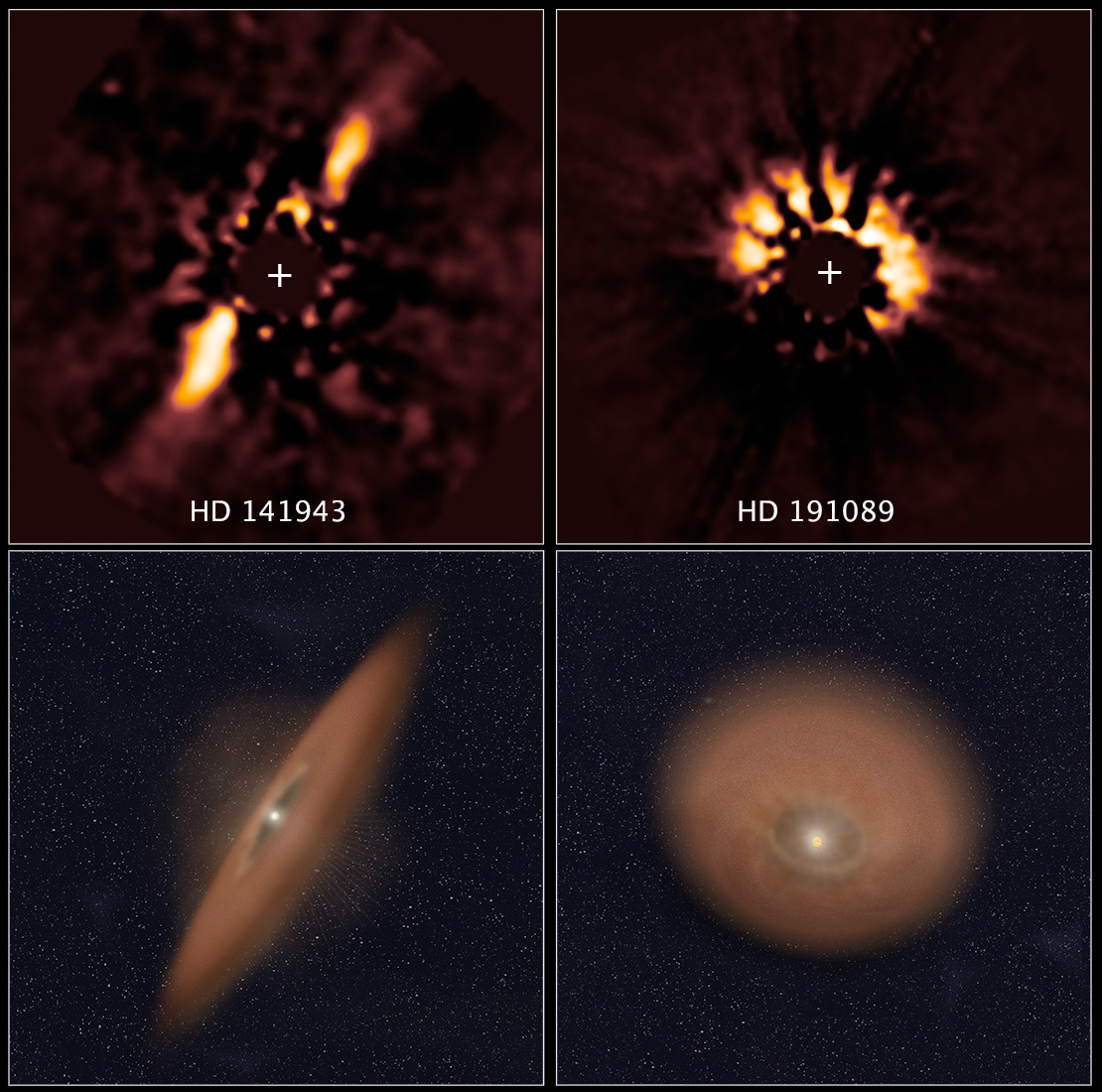
أقراص حطام كشف عنها في صور أرشيفية لمرصد هابل لنجوم فتية، HD 141943 و HD 191089، وذلك باستخدام عمليات التصوير المحسنة (24 أبريل 2014).

الكُوَيْكِبِيَّات الصُّغْرِيَّة (المفرد: كُوَيْكِبِيّ صُغْرِيّ) (بالإنجليزية: Planetesimal)‏ هي أجرام صلبة يُعتقد أنها توجد في الأقراص الكوكبية الأولية وفي أقراص الحطام. الكويكبيات الصغرية هي جزء من نظرية عن تشكل الكواكب وضعها العالم فكتور سافرونوف [الإنجليزية]، وهي تفترض أن الكواكب تتشكل من حبيبات غبار كوني تلتصق ببعضها وتأخذ بتكوين أجسام أكبر فأكبر. وعندما يصل قطر الأجسام إلى كيلومترٍ واحد تقريباً (الكويكبيات الصغرية)، يكون بإمكانها تحت تأثير الجاذبية بينها أن تتجاذب وتجتمع مكونة جرما كبيرا يمكن أن يصل حجمه إلى حجم القمر وهو ما يعرف ب كوكب أولي. وحبيبات الغبار الأولى تتصادم وتتجاذب بواسطة الحركة البراونية. العديد من الكواكب المصغرة تتدمر أثناء اصطدامات مع بعضها البعض، ولكن يحدث أن بعض الكواكب المصغرة تستطيع البقاء والتحول إلى كواكب أولية ثم إلى كواكب .

## مختصر تكون الكواكب
مختصر تكون الكواكب حيث أن الكويكبيات الصغرية ليست سوى جزء من هذه العملية:
1. تبدأ حبيبات غبارية صغيرة في قرص نجمي دوار بالتجاذب والتكتل بواسطة الحركة البراونية.
2. مع الوقت تبدأ كتل الغبار بالتجمع وتبدأ كتل أكبر فأكبر بالتشكل حتى تتكون بعض الكتل التي يصل قطرها إلى كيلومتر تقريباً وهي الكويكبيات الصغرية.
3. تتصادم الكويكبيات الصغرية وينجو منها عدد قليل من الأجسام الكبيرة التي تتجاذب وتشكل مع بعضها الكواكب الأولية، التي من الممكن أن يصل حجم الواحد منها إلى حجم القمر لذلك تكون قليلة جدا، فهي تجمع مع الوقت الجزء الأكبر من الغبار .
4. أخيراً تتجمع مع بعضها مكونة الكوكب.

## اقرأ أيضا
- كويكبات
- سيريس (كوكب قزم)
- 2 باللاس
- 3 جونو
- 4 فيستا
- تبخر ضوئي